# АЭС Ниндэ
АЭС Ниндэ (кит. 宁德核电站) — действующая атомная электростанция на юго-востоке Китая.  
Станция расположена на побережье Восточно-Китайского моря в уезде Фудин, входящим в состав городского округа Ниндэ провинции Фуцзянь.
Строительство атомной электростанции Ниндэ началось ещё в 2008 году. Всего на станции с того момента были построены и запущены четыре реактора — в 2012, 2014, 2015 и 2016 годах соответственно. Все они относятся к типу CPR-1000, что является китайским аналогом французских реакторов с водой под давлением известной фирмы Areva. Мощность каждого реактора на станции Ниндэ составляет 1080 МВт. Таким образом, текущая мощность АЭС Ниндэ составляет 4320 МВт. Еще два энергоблока АЭС Ниндэ находятся в стадии планирования.
Одним из важнейших условий современной атомной энергетики Китая является повсеместное внедрение и использование своих собственных технологий и, соответственно, проведение импортозамещения. Так 80 процентов оборудования и материалов, используемых при постройке станции Ниндэ – китайского происхождения, несмотря на то, что АЭС строится при поддержке французских специалистов.
Электроэнергия от АЭС Ниндэ поступает как в провинцию Фуцзянь, так и в соседнюю провинцию Чжэцзянь.
28 июля 2024 года началось строительство пятого энергоблока с реактором HPR1000.

## Информация об энергоблоках
| Энергоблок | Тип реакторов | Мощность | Мощность | Начало строительства | Физпуск    | Подключение к сети | Ввод в эксплуатацию | Закрытие |
| Энергоблок | Тип реакторов | Чистый   | Брутто   | Начало строительства | Физпуск    | Подключение к сети | Ввод в эксплуатацию | Закрытие |
| ---------- | ------------- | -------- | -------- | -------------------- | ---------- | ------------------ | ------------------- | -------- |
| Ниндэ-1    | PWR, CPR-1000 | 1018 МВт | 1080 МВт | 18.02.2008           | 24.11.2012 | 28.12.2012         | 15.04.2013          | —        |
| Ниндэ-2    | PWR, CPR-1000 | 1018 МВт | 1080 МВт | 12.11.2008           | 20.12.2013 | 04.01.2014         | 04.05.2014          | —        |
| Ниндэ-3    | PWR, CPR-1000 | 1018 МВт | 1080 МВт | 08.01.2010           | 08.03.2015 | 21.03.2015         | 10.01.2015          | —        |
| Ниндэ-4    | PWR, CPR-1000 | 1018 МВт | 1080 МВт | 29.09.2010           | 16.03.2016 | 29.03.2016         | 21.07.2016          | —        |
| Ниндэ-5    | PWR, HPR1000  | 1116 МВт | 1200 МВт | 28.07.2024           |            |                    |                     |          |